# Her Friend, the Doctor (film 1916)
Her Friend, the Doctor è un cortometraggio muto del 1916 diretto da Al E. Christie (Al Christie) e prodotto dalla Nestor. Christie aveva girato un altro Her Friend, the Doctor, sempre per la Nestor Film Company, nel 1912.

## Produzione
Il film fu prodotto dalla Nestor Film Company.

## Distribuzione
Distribuito dall'Universal Film Manufacturing Company, il film - un cortometraggio di una bobina - uscì nelle sale cinematografiche USA il 25 febbraio 1916.